# Joan Mitchell
Joan Mitchell (Chicago, 12 de febrero de 1925 - Neuilly sur Seine, 30 de octubre de 1992) fue una pintora expresionista estadounidense perteneciente a la "segunda generación" del expresionismo abstracto, además de estampadora. Una parte importante de su carrera transcurrió en Francia. Junto a Lee Krasner, Grace Hartigan, Helen Frankenthaler, Shirley Jaffe, Elaine de Kooning y Sonia Gechtoff, fue una de las pintoras aclamadas en su época por crítica y público. Su trabajo está presente en las colecciones y museos más importantes de Estados Unidos y Europa. En 2014 se convirtió en la mujer pintora más cotizada en un subasta hasta el momento, con su cuadro "Sin título" (1960) vendido por 11.9 millones de dólares en 2014.

## Biografía
Mitchell nació en Chicago, Illinois, hija del dermatólogo James Herbert Mitchell y de la poetisa Marion Strobel Mitchell.: 21  Le gustaba el salto en natación y el patinaje sobre hielo y en su arte reflejó su interés por lo atlético; un marchante de arte comentó que Mitchell «se aproximó a la pintura casi como un deporte competitivo». Mitchell asistió con frecuencia a las clases del sábado del Instituto de Arte y asistió durante los veranos de su adolescencia a la Escuela del Instituto de Arte de Chicago. Vivía en Chestnut Street, en el barrio de Streeterville, y acudía al instituto Francis W. Parker School cerca de Lincoln Park. 
Mitchell estudió en el Smith College en Massachusetts y en la Escuela de Instituto de Arte de Chicago, donde logró su BFA en 1947 y su MFA en 1950. Después de dejar Manhattan en 1947,  quería estudiar en la escuela Hans Hofmann en Nueva York pero, según Jane Livingston en su ensayo publicado en 2002  ("Las Pinturas de Joan Mitchell"), Mitchell acudió sólo a una clase y declaró que, «no podía entender una sola palabra y la dejé aterrada». Una beca de 2,000 dólares le permitió viajar para estudiar en París y Provence en 1948-49, además de viajar también a España e Italia.

## Carrera
Mitchell es reconocida como una figura principal de la pintura y una de las pocas mujeres artistas de la segunda generación de pintores expresionistas abstractos de Estados Unidos. A principios de los años 50 fue considerada artista destacada de la Escuela de Nueva York. En sus primeros años como pintora tuvo la influencia de Paul Cézanne, Wassily Kandinsky, Claude Monet, Vincent van Gogh, y más tarde por el trabajo de Franz Kline y Willem de Kooning, Jean-Paul Riopelle, entre otros.
Sus pinturas son expansivas, a menudo cubriendo múltiples paneles. El paisaje fue la principal influencia en su tema. Pintó sobre lienzo sin imprimar o sobre fondo blanco con pinceladas gestuales, a veces violentas. Mitchell ha descrito una pintura como «un organismo que gira en el espacio».
Admiradora de la obra de van Gogh, observó en una de sus pinturas finales —Wheatfield with Crows (1890)— la simbología de la muerte, el suicidio, la desesperanza, la depresión y la oscuridad. Con la sensación de que Wheatfield with Crows era una nota de suicidio, pintó un cuadro llamado No Birds como respuesta y como homenaje.: 390 
Después de trasladarse a París en 1959, Mitchell empezó pintar en un estudio en la calle Fremicourt, en el Distrito XV 5.º de París. Durante el período comprendido entre 1960 y 1964, se alejó del estilo general y los colores brillantes de sus composiciones anteriores; en lugar de eso usó tonos sombríos y densas masas centrales de color para expresar algo incipiente y primordial. Se dijo que las marcas en estas obras eran extraordinarias: «La pintura se arrojaba y se apretaba contra los lienzos, derramándose y chisporroteando sobre sus superficies y untada con los dedos de la artista». La propia artista se refirió a su obra creada en este período de principios de la década de 1960 como «muy violenta y enojada», pero en 1964 estaba «tratando de salir de una fase violenta y entrar en otra cosa».
Según la historiadora de arte Linda Nochlin, «el significado y la intensidad emocional [de los cuadros de Mitchell] se producen estructuralmente, por así decirlo, por toda una serie de oposiciones: trazos densos frente a transparentes; estructura cuadriculada frente a construcción más caótica y ad hoc; peso en la parte inferior del lienzo frente a peso en la parte superior; luz frente a oscuridad; trazos discontinuos frente a continuos; yuxtaposiciones de tonalidad armoniosas y en conflicto; todas son señales potentes de significado y sentimiento».
Mitchell dijo que quería que sus pinturas «transmitieran la sensación del girasol moribundo» y que «algunas de ellas salen como chicas jóvenes, muy tímidas ... son muy humanas».

## Exposiciones
En 1951 el trabajo de Mitchell se exhibió en el hito "Ninth Street Show" junto a Jackson Pollock, Willem de Kooning, y Hans Hofmann. En 1952 realizó su primera exhibición individual en la New Gallery.
En octubre de 1957 la primera característica importante en su método de trabajo apareció en ARTnews.
En 1972 Mitchell realizó su primera exposición importante en un museo titulada  “Mis cinco años en el país”,  en el Museo de Arte Everson en Siracusa, Nueva York.
Diciembre de 1988 vio la primera exposición retrospectiva de Mitchell, a la que se refirió como una historia de arte en directo.: 392  Presentó 54 pinturas producidas desde 1951 a 1987. La primera exposición individual de Mitchell en la Galería Robert Miller (de nueve pinturas) se realizó del 25 de octubre al 25 de noviembre de 1989.  La segunda individual en la Robert Miller Gallery, que se realizó del 26 de marzo al 20 de abril de 1991, demostró ser muy popular y presentaba pinturas descritas por John Russell en el  The New York Times como «autorretratos de alguien que ha puesto todo de manifiesto. Marcas autónomas que son propias de ella misma ». Los estudios retrospectivos posteriores incluyen "Joan Mitchell Pastels", Whitney Museum of American Art, Nueva York (1992); "Las pinturas de Joan Mitchell", Whitney Museum of American Art, Nueva York (2002); y “The Paintings of Joan Mitchell”, en el Museo de Arte de Birmingham, Alabama (2003), viajando al Museo de Arte Moderno de Fort Worth, Texas y a la Colección Phillips, Washington D. C., hasta el 2004.

### Colecciones
El trabajo de Mitchell forma parte de muchas colecciones públicas como el Museo de Arte Moderno, Nueva York; Whitney Museo de Arte Estadounidense, Nueva York; Instituto de Arte de Chicago; Centro de Arte del Walker, Minneapolis; Museo Albright–Knox, Búfalo; Museo de Puentes del Cristal de Arte Estadounidense, Bentonville; Hirshhorn Museo y Jardín de Escultura, Washington D. C.; Smithsonian Museo de Arte americano, Washington D. C.; Tate Galería, Londres; Fundación Cartier, París; El Museo Ulster, Belfast, Irlanda del Norte y el Museo de San Francisco de Arte Moderno.

## Fundación Joan Mitchell
Creada en 1993, los premios de la Fundación Joan Mitchell han destacado los trabajos de Nicole Eisenman (1994), Glenn Ligon (1996), Troy Brauntuch (1999), Karen Kilimnik (1999), Sarah Morris (2001), Nyame Brown (2003), Mark Dion (2005), Julie L. Green (2011), Amanda Ross-Ho (2013), Ann Purcell (2014), y Michi Meko (2017). La fundación está localizada en Manhattan, NY en el 137 West 25th Street. También patrocina un programa de residencia en el Centro Joan Mitchell en Nueva Orleans, Luisiana, localizado en 2275 Bayou Road en el barrio Faubourg Tremé.

## Legado

### Mercado de arte
Durante su carrera Mitchell fue reconocida con un considerable éxito comercial. Entre 1960 y 1962, Mitchell ganó unos 30.000 dólares en ventas de arte, un dato especialmente considerable para una mujer pintora de la época. En 2007 el Instituto de Arte de Chicago vendió Ste. Hilaire, 1957 en Christie  Nueva York por 3,8 millones de dólares. En 2012 logró el récord de 5,2 millones de Euros (7 millones de dólares), entonces el segundo precio más alto logrado por una mujer pintora en subasta en Christie París por la pintura "Sin título" 1971. Ese año las telas de Mitchell fueron los dos trabajos más caros logrados por una mujer artista en subasta, según la base de datos de Artnet. Los trabajos de Mitchell lograron 239.8 millones de dólares en ventas entre 1985 y 2013, según datos de Bloomberg. En Christie Nueva York en 2014, por la pintura abstracta de Mitchell "Sin título" 1960 se pagaron 11,9 millones de dólares, batiendo el récord en subasta de la artista. También se convirtió en el cuadro más caro en subasta pagado a una mujer artista superando al hasta entonces récord de Berthe Morisot Apres le dejeuner (1881).  El récord fue superado por los 44,4 millones de dólares conseguidos por el cuadro de 1932  Jimson Weed/White Flower No1 de Georgia O'Keeffe pagado el 20 de noviembre de 2014. En junio de 2018, se esperaba vender nueve pinturas de Mitchell por más de 70 millones de dólares en la feria de arte moderna más grande del mundo, Art Basel.

## Vida personal
Mitchell se casó con el editor estadounidense Barney Rosset en 1949 en París. Rosset era un hombre de negocios nacido en Chicago, dueño de la editorial Grove Press y especialmente conocido como editor estadounidense de la novela de Henry Miller Trópico de Cáncer. Se divorciaron en 1952. Aunque permaneció activa en la floreciente escena artística de la década de 1950 en Nueva York, Mitchell pasó cada vez más tiempo viajando y trabajando en Francia. En 1955 Mitchell se mudó a Francia para unirse al pintor canadiense Jean-Paul Riopelle, con quien tuvo una relación larga, rica y tumultuosa (de 1955 a 1979). Mantuvieron estudios y casas separadas, pero cenaban y bebían juntos diariamente. Primero vivieron en París y luego se mudaron al oeste, a la ciudad de Vétheuil, cerca de Giverny, la casa de Claude Monet. En 1967 Mitchell heredó suficiente dinero para comprar una finca de dos acres en Vétheuil.

### Últimos años y muerte
Desde principios de los 80, cuando la salud de Mitchell empezó a fallar, hasta su muerte en 1992, su trabajo cambió significativamente. En 1984 fue diagnosticada con un cáncer de boca avanzado y se le aconsejó la extracción de la mandíbula. En octubre, tras una segunda opinión de Jean-Pierre Bataini, un pionero en la radioterapia oncológica en el Instituto Curie, se trató con su terapia que fue exitosa, pero que dejó a Mitchell con una osteonecrosis, junto a la ansiedad y depresión. Bajo las órdenes del médico dejó de fumar pero continuó bebiendo.:
En París, Mitchell tuvo un círculo de amigos de artistas, entre ellos la compositora Gisèle Barreau y pintores como Kate Van Houten, Claude Bauret Allard, Michaële-Andréa Schatt, Monique Frydman, Mâkhi Xenakis, Shirley Jaffe, Zuka y Katy Crowe.
En noviembre de 1984, Mitchell inició sesiones de psicoanálisis con el médico parisino Christiane Rousseaux-Mosettig en la zona de La Bastilla. Allí conoció y se hizo amiga de la artista estadounidense Sara Holt y su marido, también artista Jean-Max Albert. Escribió: «Chicos ... Realmente amo el trabajo plural y los quiero a los dos. Me gustó mucho el trabajo y el artista, es bastante raro que haya encontrado ... Estoy muy feliz ...».:
Después de 1985 las pinturas post-cáncer de Mitchell reflejan el cambio psicológico que realizó: seis pinturas, Faded Air I, Faded Air II, the A Few Days cycle, the Before, Again cycle y the Then, Last Time group of four. También, en los años finales de su vida Mitchell regresó al tema de girasoles con foco renovado. En Girasoles, 1990–91, eligió pintar las flores en un estado de descomposición, deseando que el trabajo «transmita la sensación de un girasol moribundo».
Mitchell desarrolló artrosis a raíz de una displasia. Le realizaron una cirugía de sustitución de la cadera en Hospital Cochin en diciembre de 1985, pero con poco éxito. Durante su recuperación en una clínica en Louveciennes,  empezó a pintar con acuarela.  Sus dificultades postoperatorias requerían usar un caballete y trabajar en un formato más pequeño. Su ciclo del río es emblemático de esta época.:
Mitchell era una gran admiradora de Henri Matisse, especialmente de la intensidad de su color y la vivacidad de su línea, afirmando una vez que «si pudiera pintar como Matisse, estaría en el cielo». El marchante de Nueva York de Mitchell, Xavier Fourcade fue diagnosticado de sida y en 1986 viajó a Francia para experimentar un tratamiento. Fourcade y Mitchell visitaron Lille en diciembre para ver una exposición de trabajos de Matisse del Museo del Hermitage en Leningrado. El viaje concluyó en el ciclo de pinturas Lille, seguidas, después de la muerte de Xavier Fourcade el 28 de abril de 1987, por las pinturas de Acorde. El Río, Lille y las pinturas de Acorde fueron expuestas en la Galerie Jean Fournier de París entre el 10 de junio y el 13 de julio de 1987.
En octubre de 1992 Mitchell voló a Nueva York para ver una exposición de Matisse en el Museo de Arte Moderno. A su llegada fue diagnosticada con un avanzado cáncer de pulmón.: Regresó a París el 22 de octubre, regresando a Vétheuil brevemente antes de ser ingresada en el Hospital de París donde le visitaron sus amigos John Cheim y Joseph Strick.
Joan Mitchell murió en la mañana del 30 de octubre de 1992 en el Hospital americano de París.

## Premios
- 1947: Instituto de Arte de Chicago, James Nelson Raymond Camaradería Ambulante Extranjera
- 1961: Premio Lissone (Lissone Premio), Milán
- 1971: Universidad de Miami (Oxford, Ohio), Honorary Doctorado
- 1973: Brandeis Universidad, Premios de Artes Creativas; Cita en Pintar
- 1987: Escuela del Instituto de Arte de Chicago, Honorary Doctorado
- 1989: Ministerio de cultura francés, Premio para Pintar
- 1991: Le Grand Prix des Arts (Peinture) de la Ville de Paris